# Атанас Мандаджиев
Атанас Петров Мандаджиев (1926 – 2000) е български писател, известен най-вече със своя герой Баш майстора от романа „Баш майстора“ (1986), замислен като пиеса още в началото на седемдесетте години на ХХ век и филмиран в пет епизода между 1977 и 1983 г. (като „Баш майсторът“) с участието на Кирил Господинов.

## Биография
Атанас Мандаджиев е роден на 19 юли 1926 г. в София. Завършва право в СУ „Св. Климент Охридски“ през 1949 г. Бивш национален състезател по баскетбол. Работи като редактор в сп. „Физкултура и спорт“ до 1958 г., като редактор във вестник „Народен спорт“ в периода 1964 – 1968 г., „Литературен фронт“ в периода 1969 – 1972 г. От 1974 г. работи в Министерския съвет. От 1989 г. е председател на клуба „Криминална литература“ при СБП и AIEP. 
Пише главно прозаични произведения на криминална и спортна тематика. Превеждан е на испански, руски, немски, чешки и др.
През 2001 г. е учредена международна награда за криминален разказ на името на Атанас Мандаджиев. Сред носителите са Марин Дамянов, Емануел Икономов и Андрея Илиев.
Умира на 1 септември 2000 г. в София.

## Избрани произведения
- Смъртоносната бутилка (1996, разкази)
- Мътилка в чаша живот (1995, роман)
- Жената, която наказва (1992, роман)
- Баш Майстора (1986, роман)
- Черен лист над пепелника (1884, роман)
- Зелената стена (1983, разкази)
- Похитителката (1981, повести)
- Бягство (1978, роман)
- Ново разписание (1975, разкази)
- Вълчи капан (1975, роман)
- Нападателят (1972, роман)
- Отмъщението (1971, разкази)
- Решаващият удар (1970, спортни разкази)
- Пътешествие без гуми (1968, повести)
- На всяка цена (1966, разкази)